# Коголето
Коголето (итал. Cogoleto) је насеље у Италији у округу Ђенова, региону Лигурија.
Према процени из 2011. у насељу је живело 5955 становника. Насеље се налази на надморској висини од 11 м.

## Становништво
| 1936. | 1951. | 1961. | 1971. | 1981. | 1991. | 2001. | 2011. |
| ----- | ----- | ----- | ----- | ----- | ----- | ----- | ----- |
| 6.993 | 7.125 | 8.180 | 9.702 | 9.938 | 9.422 | 9.095 | 9.145 |

## Партнерски градови
- Обер-Рамштат
- Санта Колома де Граманет
- Олимпија
- Saint-André-les-Vergers
- Биденкопф